# Furiño (Boimorto)
Furiño (en gallego y oficialmente, O Furiño) es una aldea española situada en la parroquia de Rodieiros, del municipio de Boimorto, en la provincia de La Coruña, Galicia.

## Demografía
| Gráfica de evolución demográfica de Furiño entre 2000 y 2018 |
|                                                              |
| Datos según el nomenclátor publicado por el INE.             |